# Honey (álbum de Robyn)
Honey é o oitavo álbum de estúdio da cantora sueca Robyn, e seu primeiro desde Body Talk (2010). Foi lançado em 26 de outubro de 2018 através das gravadoras Konichiwa, Island Records e Interscope Records. Ele inclui os singles "Missing U", "Honey" (que teve uma versão incluída na temporada final da série da HBO Girls em 2017), "Send to Robin Immediately", que também serviu como parte da campanha promocional para a linha de roupas da cantora em colaboração com Björn Borg, "Between the Lines" e "Ever Again".
O álbum conta com colaborações de Joseph Mount, da banda Metronomy, Klas Åhlund, Adam Bainbridge, Mr. Tophat e Zhala. Foi considerado um "significante distanciamento do electro-pop brilhante e de apelo imediato" da série de álbuns Body Talk.

## Antecedentes, composição e gravação
Robyn começou a trabalhar no álbum em 2015, seguindo a morte do amigo próximo e colaborador Christian Falk e o fim de um relacionamento. No início, ela chamou Joseoh Mount da banda Metronomy, e eles continuaram colaborando além da sessão única esperada. Mount disse que teve que se ajustar à "transparência emocional" de Robyn enquanto compunha, entendendo com o tempo que o mesmo é "integral a o que ela faz".
Robyn afirmou que o álbum, gravado em partes em estúdios em Estocolmo, Londres, Paris, Nova Iorque e Ibiza, conta com "muito mais trabalho de produção" por parte dela. Ela também disse que o álbum representa "este lugar doce, como um êxtase muito leve. [...] Eu dancei muito quando estava o criando. Eu encontrei uma sensualidade e leveza que eu não acho que eu havia conseguido usar da mesma forma antes. Tudo se tornou mais leve." Robyn inicialmente começou a trabalhar no álbum sozinha, o que ela afirmou que permitiu a ela ser mais sensual. O álbum foi nomeado por sua faixa título "brilhante, transcendente", que o The New York Times considerou a "obra-prima" de Robyn.
Robyn criou a demo de "Missing U" no verão de 2014 em seu laptop junta de uma máquina LinnDrum e um software de sintetizadores. Ela notou que as letras para a música tomaram 2 anos para serem completadas, antes de finalizá-las com os produtores Joseph Mount e Klas Åhlund.

## Musicalidade
Robyn se envolveu mais com a produção de Honey do que ela havia feito em seus álbuns anteriores, incluindo criar as próprias batidas. Isto resultou em sons incluindo o que o The New York Times considerou "pop futurista pouco usual" na faixa "Human Being", "pulsar sensual" em "Baby Forgive Me" e "house music divertido dos anos 90" em "Between the Lines". A canção "Send to Robin Immediately" usa uma amostra da canção de house music "French Kiss" de Lil Louis, lançada em 1989, ideia do músico inglês Adam Bainbridge, mais conhecido como Kindness. Jason King, escritor da Pitchfork, notou que o álbum é um "álbum de pós-disco existencial e sem fôlego".

## Promoção
Robyn anunciou que trabalharia em um álbum em fevereiro de 2018 e mencionou novas canções ao longo do ano; ela até apareceu em um dos usuais eventos de dança com o tema Robyn no Brooklyn Bown, onde cantou "Honey" por inteiro pela primeira vez. No Red Bull Music Festival em Nova Iorque em maio de 2018, Robyn disse: "Com este álbum, eu voltei a me tornar cada vez mais leve, e quanto mais isto acontece, mais colorida e dinâmica uma canção se torna. E, para mim, isto significa me desligar por algum tempo e me tornar dispersa com minhas impressões e sensível com o que eu preciso."
O álbum foi oficialmente anunciado por Robyn em uma mensagem de vídeo publicada em suas redes sociais em setembro de 2018. Ela explicou, "é um álbum pessoal, e há tantas coisas que aconteceram durante sua confecção que é muito difícil para mim explicar tudo de uma só vez. Eu acho que a melhor forma é que vocês o escutem." No dia 24 de setembro, Robyn revelou a lista de faixas. A versão completa de "Honey" foi apresentada pela primeira vez por Annie Mac na BBC Radio 1 em 26 de setembro, e se tornou disponível como um single de duas faixas online no mesmo dia juntamente ao álbum se tornando disponível para pré-venda.

## Recepção crítica
No agregador de análises Metacritic, Honey recebeu uma nota de 89, baseada em 22 análises de críticos, indicando "aclamação universal". Stacey Anderson, do Pitchfork, concedeu uma nota de 8.5 de 10 ao álbum, distinguindo-o como "Melhor Nova Música", e o considerou um "álbum fascinante" que "carrega o brilho de ser criado em termos puramente individuais, em uma linha do tempo singular": Anderson disse que Honey "constrói uma ponte de seu predecessor, o biônico Body Talk, a um local de novas convicções e calor", com Robyn apresentando ideias musicais "de uma forma que torna suas resoluções tanto instintivas quanto profundamente viajadas; melodias e emoções se resolvem simultaneamente, lentamente, e imperfeitamente, sem conclusões editorializadas". Na análise para o AllMusic, Heather Phares deu ao álbum uma nota de 4.5 estrelas de um total de 5, afirmando que "Robyn continua a fazer as tendências ao invés de segui-las, e com Honey, ela entra em seus quarenta anos com algumas de suas canções mais emocionalmente satisfatórias e musicalmente inovadores."

### Reconhecimento
| Publicação    | Lista                                    | Ranking | Ref.   |
| ------------- | ---------------------------------------- | ------- | ------ |
| BrooklynVegan | 50 Melhores Álbuns de 2018               | 9       | [ 17 ] |
| Exclaim!      | 20 Melhores Álbuns de Pop & Rock de 2018 | 2       | [ 18 ] |
| Noisey        | 100 Melhores Álbuns de 2018              | 6       | [ 19 ] |
| Pitchfork     | 50 Melhores Álbuns de 2018               | 4       | [ 20 ] |
| Rolling Stone | 50 Melhores Álbuns de 2018               | 45      | [ 21 ] |
| Time          | 10 Melhores Álbuns de 2018               | 6       | [ 22 ] |

## Alinhamento de faixas
| N.º | Título                      | Compositor(es)                       | Produtor(es)            | Duração |  |
| 1.  | "Missing U"                 | Robyn, Joseph Mount, Klas Åhlund     | Mount, Åhlund, Robyn[A] | 4:57    |  |
| 2.  | "Human Being"               | Robyn, Mount                         | Mount                   | 3:46    |  |
| 3.  | "Because It's in the Music" | Robyn, Mount, Åhlund                 | Mount, Åhlund           | 4:34    |  |
| 4.  | "Baby Forgive Me"           | Robyn, Rudolf Nordström              | Mount, Mr. Tophat       | 4:16    |  |
| 5.  | "Send to Robin Immediately" | Robyn, Adam Bainbridge, Marvin Burns | Bainbridge              | 3:59    |  |
| 6.  | "Honey"                     | Robyn, Åhlund, Markus Jägerstedt     | Mount, Åhlund, Robyn[A] | 4:53    |  |
| 7.  | "Between the Lines"         | Robyn, Åhlund                        | Åhlund, Robyn[A]        | 4:05    |  |
| 8.  | "Beach 2k20"                | Robyn, Nordström, Mount, Åhlund      | Mr. Tophat              | 5:29    |  |
| 9.  | "Ever Again"                | Robyn, Mount                         | Mount                   | 4:24    |  |

Notas
A  - denota co-produtores
- A composição de "Missing U" foi parcialmente inspirada em "Arvet", do poeta Bruno K. Öijer.
- "Send to Robin Immediately" contém uma demonstração de "French Kiss", interpretada por Lil Louis.

## Desempenho nas tabelas musicais

### Paradas semanais
| Tabela (2018)                                      | Posição Máxima |
| -------------------------------------------------- | -------------- |
| Alemanha (Offizielle Top 100)                      | 65             |
| Austrália (ARIA)                                   | 20             |
| Áustria (Ö3 Austria)                               | 49             |
| Bélgica (Ultratop Flandres)                        | 10             |
| Bélgica (Ultratop Valônia)                         | 89             |
| Canadá (Billboard)                                 | 33             |
| Dinamarca (Hitlisten)                              | 20             |
| Escócia (OCC)                                      | 16             |
| Espanha (PROMUSICAE)                               | 48             |
| Estados Unidos (Billboard 200)                     | 40             |
| Estados Unidos Álbuns Dance/Electronic (Billboard) | 1              |
| Estónia (IFPI)                                     | 26             |
| França (SNEP)                                      | 19             |
| Irlanda (IRMA)                                     | 38             |
| Noruega (VG-lista)                                 | 2              |
| Países Baixos (Dutch Albums Chart)                 | 55             |
| Reino Unido (OCC)                                  | 21             |
| Suécia (Sverigetopplistan)                         | 1              |
| Suíça (Schweizer Hitparade)                        | 46             |